# Marc Rosset
Marc Rosset (Genf, 1970. november 7. –) svájci teniszező, az 1992-es barcelonai olimpia egyéni teniszversenyének győztese. Tizenöt egyéni és nyolc páros tornagyőzelmet aratott. Salakon, füvön, szőnyegen és kemény pályán egyaránt nyert versenyt.

## Életútja
Már fiatalon felhívta magára a figyelmet, a junior világranglista negyedik helyéig jutott 1988-ban.
Ugyanebben az évben lett hivatásos játékos, és nyerte meg – szabadkártyásként – első versenyét Genfben Guillermo Pérez Roldán legyőzésével. (Első páros győzelmét szintén Genfben aratta Sergi Bruguera partnereként 1991-ben.) Karrierje csúcspontját az 1992-es év jelentette. A barcelonai olimpián Jim Courier, Goran Ivanišević, Wayne Ferreira és Emilio Sánchez legyőzésével jutott el a döntőig, ahol a spanyol Jordi Arrese ellen diadalmaskodott 7–6, 6–4, 3–6, 4–6, 8–6-ra. Ugyanebben az évben Jakob Hlasek oldalán megnyerte a Roland Garros páros versenyét, és tagja volt hazája Davis-kupa-döntős válogatottjának, amely – Rosset Jim Courier elleni ötszettes győzelme dacára – végül vereséget szenvedett az Egyesült Államoktól. 1996-ban játszott a csapat-világbajnokságot nyert svájci válogatottban és a horvátok (Iva Majoli és Goran Ivanišević) mögött második helyen végzett Hopman-kupa-csapatnak. (Utóbbiban Martina Hingis volt a partnere.) A 2001-es Davis-kupában játszotta pályafutása egyik legemlékezetesebb mérkőzését, amelyet öt óra negyvenhat percnyi játék után döntő szett 15–13-ra vesztett el Arnaud Clément ellen.
Az 1990-es években hazája legjobb férfi teniszezőjének számított. Utóda, a későbbi világelső Roger Federer ellen 2000-ben két mérkőzést is megnyert, 2001-ben és 2003-ban azonban vereséget szenvedett tőle. Versenyzői pályafutása utolsó éveiben a svájci Davis-kupa-válogatott kapitányaként is tevékenykedett.

## Játékstílusa
Két méterével a legmagasabb teniszversenyzők közé tartozott. Sikereit elsősorban erős, sokszor foghatatlan szerváinak köszönhette.

## Tornagyőzelmei

### Egyéni (15)
| Torna típusa                |
| Grand Slam (0)              |
| Tennis Masters Cup (0)      |
| Olimpia (1)                 |
| ATP Masters Series (0)      |
| ATP Championship Series (2) |
| ATP Tour (12)               |

| Borításonként |
| Kemény (4)    |
| Salak (3)     |
| Fű (1)        |
| Szőnyeg (7)   |

| Sorszám | Dátum                | Torna                                            | Borítás         | Ellenfél a döntőben    | Eredmény               |
| 1.      | 1989. szeptember 17. | Genf, Svájc                                      | Salak           | Guillermo Pérez Roldán | 6–4 7–5                |
| 2.      | 1990. október 22.    | Lyon, Franciaország                              | Szőnyeg         | Mats Wilander          | 6–3 6–2                |
| 3.      | 1992. augusztus 3.   | Nyári olimpiai játékok, Barcelona, Spanyolország | Salak           | Jordi Arrese           | 7–6(2) 6–4 3–6 4–6 8–6 |
| 4.      | 1992. november 16.   | Moszkva, Oroszország                             | Szőnyeg         | Carl Uwe Steeb         | 6–3 6–2                |
| 5.      | 1993. február 8.     | Marseille, Franciaország                         | Szőnyeg         | Jan Siemerink          | 6–2 7–6(1)             |
| 6.      | 1993. augusztus 30.  | Long Island, Egyesült Államok                    | Kemény          | Michael Chang          | 6–4 3–6 6–1            |
| 7.      | 1993. november 15.   | Moszkva, Oroszország                             | Szőnyeg         | Patrik Kühnen          | 6–4 6–3                |
| 8.      | 1994. február 7.     | Marseille, Franciaország                         | Szőnyeg         | Arnaud Boetsch         | 7–6(6) 7–6(4)          |
| 9.      | 1994. október 24.    | Lyon, Franciaország                              | Szőnyeg         | Jim Courier            | 6–4 7–6(2)             |
| 10.     | 1995. április 24.    | Nizza, Franciaország                             | Salak           | Jevgenyij Kafelnyikov  | 6–4 6–0                |
| 11.     | 1995. június 26.     | Halle, Németország                               | Fű              | Michael Stich          | 3–6 7–6(11) 7–6(8)     |
| 12.     | 1997. február 24.    | Antwerpen, Belgium                               | Kemény (fedett) | Tim Henman             | 6–2 7–5 6–4            |
| 13.     | 1999. február 15.    | St. Petersburg, Oroszország                      | Szőnyeg         | David Prinosil         | 6–3 6–4                |
| 14.     | 2000. február 14.    | Marseille, Franciaország                         | Kemény (fedett) | Roger Federer          | 2–6 6–3 7–6(5)         |
| 15.     | 2000. október 22.    | London, Egyesült Királyság                       | Kemény (fedett) | Jevgenyij Kafelnyikov  | 6–4 6–4                |

### Páros (8)
| Sorszám | Dátum                | Torna                                | Borítás | Partner          | Ellenfél a döntőben              | Eredmény    |
| 1.      | 1991. szeptember 16. | Genf, Svájc                          | Salak   | Sergi Bruguera   | Per Henricsson Ola Jonsson       | 3–6 6–3 6–3 |
| 2.      | 1992. január 6.      | Adelaide, Ausztrália                 | Kemény  | Goran Ivanišević | Mark Kratzmann Jason Stoltenberg | 7–6 7–6     |
| 3.      | 1992. május 18.      | Róma, Olaszország                    | Salak   | Jakob Hlasek     | Wayne Ferreira Mark Kratzmann    | 6–4 3–6 6–1 |
| 4.      | 1992. június 8.      | Roland Garros, Párizs, Franciaország | Salak   | Jakob Hlasek     | David Adams Andrej Olhovszkij    | 7–6 6–7 7–5 |
| 5.      | 1992. október 26.    | Lyon, Franciaország                  | Szőnyeg | Jakob Hlasek     | Neil Broad Stefan Kruger         | 6–1 6–3     |
| 6.      | 1993. július 12.     | Gstaad, Svájc                        | Salak   | Cédric Pioline   | Hendrik Jan Davids Piet Norval   | 6–3 3–6 7–6 |
| 7.      | 1997. október 6.     | Basel, Svájc                         | Szőnyeg | Tim Henman       | Karsten Braasch Jim Grabb        | 7–6 6–7 7–6 |
| 8.      | 1999. szeptember 20. | Taskent, Üzbegisztán                 | Kemény  | Oleg Ogorodov    | Mark Keil Lorenzo Manta          | 7–6 7–6     |

### Fordítás
- Ez a szócikk részben vagy egészben  a   Marc Rosset című angol Wikipédia-szócikk ezen változatának fordításán alapul.  Az eredeti cikk szerkesztőit annak laptörténete sorolja fel. Ez a jelzés csupán a megfogalmazás eredetét és a szerzői jogokat jelzi, nem szolgál a cikkben szereplő információk forrásmegjelöléseként.